# Erwin Laage
Max Erwin Laage (* 1920 in Hamburg; † 13. Mai 1997 in Hannover) war ein deutscher Gartenarchitekt.

## Leben
Geboren wurde Erwin Laage in Hamburg zur Beginn der Weimarer Republik im Jahr 1920 als Sohn des Architekten Richard Laage (* 9. Juni 1888 in Hamburg; † 4. Juli 1978 ebenda) und der Valerie Pitzner (* 3. Mai 1896 in München; † 7. April 1976 in Hamburg),
Zur Zeit des Nationalsozialismus war der jugendliche Laage Mitglied einer Riege von Ruderern in Hamburg, die im Zuge der Gleichschaltung in die Marine-Hitlerjugend überführt worden war. Dort freundete er sich mit dem späteren Bundeskanzler Helmut Schmidt an, der wiederum eine weitere Freundschaft zu Laages Vater aufbaute und von diesem an die Bauhaus-Architektur etwa von Fritz Höger und Bernhard Hoetger und an Schriften des Lichtwark-Schülers Fritz Schumacher herangeführt wurde.
Nach dem Zweiten Weltkrieg studierte Laage in Hannover an der dortigen Technischen Hochschule, an deren Fakultät für Gartenbau und Landeskultur er am 17. Juli 1954 seine Dissertation schrieb zum Thema Grundsätzliche Fragen des Bodenschutzes für landwirtschaftlich genutzte Flächen in kuppig bewegtem Gelände durch Pflanzenstreifen, insonderheit für die Ausrichtung der Hauptschutzpflanzungen.
Für die niedersächsische Landeshauptstadt Hannover gestaltete Laage in den Nachkriegsjahren beispielsweise den vor dem Neuen Rathaus gelegenen Trammplatz als Schmuckplatz im typischen Stil der Nachkriegsmoderne um – was spätere Denkmalschützer, Gartenarchitekten und Stadtplaner vor neue Herausforderungen hinsichtlich einer Anpassung des Freiraumes für dann aktuellere Bedürfnisse der Stadtgesellschaft stellte.
Ebenfalls ein Fall für die Denkmalpflege wurde die Umgestaltung des Stadtparks Hannovers, als 1963 und 1964 das große Wasserbecken saniert werden musste. In diesem Zusammenhang lieferte Laage einen Neuentwurf für den bis dahin symmetrisch auf die Stadthalle bezogenen Teil des Parks mit seinen beiden Lindenalleen. Anstelle der östlichen Allee entstand nun der großzügige „Fontänengarten“: Die neuen Wasserbecken standen nun seitlich zur ehemaligen Symmetrieachse, ihr Blickpunkt bezog sich nun auf die Fontäne, während die neugestaltete Teilanlage von niedrigen Mauern, Wassertrögen und immergrünem Buchsbäumen (Buxus sempervirens), Stechpalmen
(Ilex aquifolium) und Rhododendren eingefasst wurden.
1964 trat Laage die Nachfolge des Gartendirektors und Leiters des Garten- und Friedhofamtes Hannovers Wilhelm Rademacher (1899–1985) an.
Im Nachrichtenmagazin Der Spiegel erläuterte Laage 1967 die von ihm gegen anderweitige Bestrebungen privater Bestattungsinstitute verfügte Eindämmung der durch die seinerzeitigen Wohlstandsbürger ausufernden Begräbnis-Ausschmückungen in den Kapellen.
In der von seinem Vorgänger Lendholt konzipierten und 1957 angelegten Schrebergartenanlage Kolonie Tiefenriede in der Südstadt Hannover führte Laage im Jahr 1970 differierende Größen bei gleichzeitiger gruppenweiser Anordnung der wohnungsnahen generell kleinen Parzellen für unterschiedliche Ansprüche ein.
Als Leiter des seinerzeitigen Garten- und Friedhofamtes Hannovers führte Erwin Laage mit Erfolg den Grünordnungsplan als Teil des neu entwickelten Instrumentes für die Stadtplanung, des Flächennutzungsplanes ein. Dadurch sicherte Laage auch für zukünftige Neubaugebiete eine von Anfang an zu berücksichtigenden Versorgung der Anwohner mit Grünflächen.
Nach dem Ausscheiden Erwin Laages 1981 wurde Kaspar Klaffke im Folgejahr 1982 dessen Nachfolger in der dann Grünflächenamt genannten Behörde.

## Werke (Auswahl)

### Stadträume
- Umgestaltung des Trammplatzes vor dem Neuen Rathaus von Hannover[5]
- 1963–1964: Umgestaltung des Stadtparks Hannovers durch den Fontänengarten[6]
- 1970: Einführung der Größendifferenzierung der generell kleinen, stadtnahen Parzellen, zunächst in der Kleingarten-Kolonie Tiefenriede in Hannovers Stadtteil Südstadt[10]

### Schriften
- Stadtplätze in Hannover. In: Garten + Landschaft, 1959, Heft 2, S. 33–38
- Öffentliche Grünplanung in Hannover. In: Garten + Landschaft, 1966, Heft 3, S. 66–69
- Sitzen in der City. In: Garten + Landschaft, Heft 3, 1966, S. 74–75
- Gesichtspunkte und Elemente der Gestaltung im öffentlichen Grün. Vortrag, geh. am 9.10.1964. In: Grünflächen in der Stadtregion. Hrsg. von der Deutschen Akademie für Städtebau und Landesplanung, Landesgruppe Niedersachsen/Bremen, Hanover. Essen: Bacht, 1965, S. 52–65,
- Das Grün in der Groß-Stadt. In: Das Gartenamt, 1966, Heft 4, S. 153–158
- Hannover erschließt seine Flußufer. In: Hannover-Hefte aus der Landeshauptstadt Niedersachsen, Heft 1 (1967), S. 22–27
- Kinder spielen in der Großstadt – Hannover experimentiert. In: Hannover. Hefte aus der Landeshauptstadt, Heft 2 (1967), S. 20–26
- Über Hannovers Grünflächen. In: Das Gartenamt, 1978, Heft 5, S. 285–292
- Erwin Laage: Prof. em. Werner Lendholt. Geb. 11. Febr. 1912 in Krefeld-Uerdingen, gest. 25. Aug. 1980 in Hannover im 78. Lebensjahr. In: Mitteilungen der Deutschen Akademie für Städtebau und Landesplanung, Jg. 25 (1981) Bd. 2, S. 39–40
- Das Grün in der Großstadt, posthum in: Grün in der Stadt Hannover. 1890 - 1990, Begleitschrift zur Ausstellung im Historischen Museum am Hohen Ufer des Heimatbundes Niedersachsen e.V. aus Anlass des 100-jährigen Bestehens des Grünflächenamtes der Landeshauptstadt Hannover, hrsg. vom Heimatbund Niedersachsen e.V., Hannover – Heimatland, 1990, ISBN 978-3-9800677-3-7 und ISBN 3-9800677-3-4, S. 70–73